# Ange ou Démon (film, 1955)
Pour les articles homonymes, voir Ange ou Démon.
Pour plus de détails, voir Fiche technique et Distribution.
Ange ou Démon (titre original : The Shrike) est un film américain en noir et blanc réalisé par José Ferrer, sorti en 1955.

## Synopsis
Le metteur en scène à succès Jim Downs a une dépression nerveuse causée par sa femme dominatrice Ann. Hospitalisé, il se confie aux docteurs Bellman et Barrow, et trouve une âme sœur en Charlotte Moore.

## Fiche technique
- Titre : Ange ou Démon
- Titre original : The Shrike
- Réalisation : José Ferrer
- Scénario : Ketti Frings (en), d’après la pièce The Shrike de Joseph Kramm (1952)
- Photographie : William H. Daniels
- Montage : Frank Gross
- Musique : Frank Skinner
- Producteur : Aaron Rosenberg
- Société de production et de distribution : Universal Pictures
- Pays d'origine : États-Unis
- Langue originale : anglais
- Format : noir et blanc —  35 mm — 2.00:1 — son : Mono (Western Electric Recording)
- Genre : Drame
- Durée : 88 min
- Dates de sortie :
  -  États-Unis : 16 juin 1955
  -  France : 9 septembre 1955

## Distribution
- José Ferrer : Jim Downs
- June Allyson : Ann Downs
- Joy Page : Charlotte Moore
- Kendall Clark : le docteur Bellman
- Isabel Bonner : le docteur Barrow
- Will Kuluva : Ankoritis
- Joe Comadore : le major
- Billy M. Greene : Schloss
- Leigh Whipper : M. Carlisle
- Richard Benedict : Gregory
- Mary Bell : Mlle Wingate
- Martin Newman : Carlos O'Brien
- Herbie Faye : Tager
- Somer Alberg : le docteur Schlesinger
- Jay Barney : le docteur Kramer
- Edward Platt : Harry Downs
- Fay Morley : Jennifer Logan
- Jacqueline deWit : Katharine Meade